# Рестелица
Рестелица (алб. Restelicë) је горанско село у Општини Гора, на Косову и Метохији. По законима привремених институција Косова ово насеље је у саставу општине Драгаш. Атар насеља се налази на територији катастарске општине Рестелица површине 8483 ha. Рестелица код Драгаша је по величини прво горанско село у шарпланинској жупи Гори. Сви топоними у селу су сачували свој првобитни словенски назив. Очувано је старо православно гробље. Ово је најјужније насеље у Републици Србији и једно од највећих насеља у Србији по површини.
Иван Јастребов је о овом селу записао да је испод планине Овчинац, на његовој јужној падини. Поред протиче Зли поток. Иза моста је текија са старим гробљем. Растеличани су му говорили да је ту био манастир. То је по Јастребову могуће, јер је поред текије било мноштво хришћанских гробова, али без натписа. Равница у близини се звала вакуф и нико тај крај није смео да обрађује. То је био простор за весеље 23. августа када сви прослављају свадбе и сунет. Ту се одигравао и мегдан пехелвана (пеливана), ту је растелички "театар". У близини села на подгорини планине Овчинца с југоисточне стране била је, према казивању Растеличана, црква Св. Варваре, али од ње није остало ни трага. Само је сачувано старо гробље, које претпоставља постојање те цркве.

## Демографија
Насеље има горанску етничку већину.
Број становника на пописима:
- попис становништва 1948. године: 1393
- попис становништва 1953. године: 1471
- попис становништва 1961. године: 1772
- попис становништва 1971. године: 2576
- попис становништва 1981. године: 3476
- попис становништва 1991. године: 4274

### Попис2011.
На попису становништва 2011. године, Рестелица је имала 4698 становника, следећег националног састава:
| Попис 2011.‍  | Попис 2011.‍ | Попис 2011.‍ | Попис 2011.‍ | Попис 2011.‍ |
| ------------ | ----------- | ----------- | ----------- | ----------- |
|              |             |             |             |             |
| Горанци      | Горанци     |             | 2.739       | 58,30%      |
| Бошњаци      | Бошњаци     |             | 1.564       | 33,29%      |
| Албанци      | Албанци     |             | 172         | 3,66%       |
| Турци        | Турци       |             | 55          | 1,17%       |
| остали       | остали      |             | 102         | 2,17%       |
| неизјашњено  | неизјашњено |             | 56          | 1,91%       |
| непознато    | непознато   |             | 10          | 0,21%       |
| укупно: 4698 |             |             |             |             |